# Tyta speciosissima
Tyta speciosissima là một loài bướm đêm trong họ Noctuidae.